# Mont Loségal
Le mont Loségal est un sommet du massif du Meygal, culminant à 1 135 m d'altitude, dans le Velay en France.

## Toponymie
Le mont apparaît sous le nom Les Égaux en 1836. Il doit probablement son appellation à la pratique équitable de l'affouage sur les bois communaux (du latin aequalis).

## Géographie

### Situation
La montagne se trouve sur la commune du Pertuis dans le département de la Haute-Loire.

### Géologie
Le sous-sol est constitué de lave alcaline cristallisée, clairement visible dans la carrière située à la base du dôme d'extrusion. Elle exhibe une structure trachytique fluide bien définie. Ces éruptions phonolitiques représentent les manifestations les plus anciennes qui définissent le graben du Velay oriental, datant de 12,9 millions d'années.

## Histoire
La phonolite extraite du mont Loségal a été employée pour habiller la plupart des résidences environnantes. En raison de son poids, évalué à 100 kg/m2, la construction impliquait l'utilisation de murs porteurs et de charpentes particulièrement solides. En 2006, la carrière a été réactivée dans le cadre artisanal de la restauration du patrimoine.

## Activités

### Protection environnementale
Le mont est répertorié dans la ZNIEFF de type 2 « Mézenc - Meygal ». Par ailleurs, le site « Suc phonolitique du Mont Loségal » est inscrit à l'inventaire national du patrimoine géologique.

### Randonnée
Un sentier de petite randonnée de 6,3 kilomètres parcourt le mont Loségal en suivant un trajet en boucle.